# Presepe dei Netturbini
Il presepe dei Netturbini è un presepe romano esposto permanentemente nella sede zonale 18 di AMA nel quartiere Aurelio di Roma.

## Storia
Il presepe fu realizzato su iniziativa del netturbino Giuseppe Ianni e del collega Dandolo Foglietta nel giro di due mesi nel corso del 1972 ispirandosi all'antica città di Preneste. Ogni anno vengono aggiunti piccoli particolari tra cui si segnalano centinaia di pietre provenienti da tutto il mondo, stampi ed insegne varie ed una pietra lunare.
Dalla sua apertura al pubblico è stato visitato numerose volte da: papa Paolo VI (1974), papa Giovanni Paolo II (ogni anno dal 1978 al 2002), Giulio Andreotti (1991), Madre Teresa di Calcutta (1996), papa Benedetto XVI (2005), Giorgio Napolitano (2007) ed ogni sindaco di Roma dopo Luigi Petroselli.
In occasione del 40º anniversario nel 2011 AMA e Poste italiane hanno realizzato un kit di cartoline filateliche ed un annullo postale celebrativi; quest'ultimo è entrato a far parte della collezione storico-postale ed è esposta al Museo storico della comunicazione.

## Descrizione
Il presepe è posto al centro di una grotta artificiale, formata da due pareti umide, ed è stato realizzato ispirandosi alle costruzioni dell'antica città di Preneste. Sono presenti oltre 100 case in malta e tufo, tutte illuminate, collegate da 54 metri di strade in sampietrini di selce con 730 gradini, realizzati in marmo e con pietre provenienti da Birmania, Betlemme e dai santuari di Greccio e di San Giovanni Rotondo, e sette ponti. La rappresentazione è attraversata da tre fiumi con una lunghezza complessiva di 9,5 metri alimentati con acqua sgorgante da quattro sorgenti e collegati a quattro acquedotti, questi ultimi lunghi complessivamente 18 metri e sostenuti da 38 piccole arcate, e ad un pozzo. L'acquedotto minore è anch'esso in tufo mentre gli altri sono stati realizzati dopo il 1979 con frammenti di marmo provenienti dalla vicina basilica di San Pietro in Vaticano e dal suo colonnato, donati dal cardinale Virgilio Noè in occasione dei restauri di quell'anno ed utilizzati anche per parte dei gradini. Arricchiscono il presepe 24 grotte scavate nella roccia, adibiti a stalle o magazzini, e 50 sacchi cuciti. Sopra la grotta della Natività vi è un frammento del sacro scoglio sul quale Rita da Cascia si inginocchiava in preghiera, donato nel marzo 2009 dal sindaco di Cascia Gino Emili.
Sulla sommità della grotta sono stati posti dei raggi in legno d'olivo di Betlemme, donato da padre Ibrahim Faltas, custode della basilica della Natività di Betlemme, con al centro una colomba, realizzata e donata dalla pittrice romana Anna Minardo in occasione del Giubileo del 2000. Sulle pareti e sul basamento sono incastonate 2234 pietre provenienti da tutto il mondo.
Nella sala sono inoltre presenti quattro dipinti: La moltiplicazione dei pani e dei pesci, di Carlo Riccardi e Maddy Battaglini, Papa Giovanni Paolo II con i bambini dei 5 continenti, di Simona Bellante, Salvatore Tedone e Carlo Riccardi, Madre Teresa di Calcutta, di Marta Cirillo e Carlo Riccardi, e Madonna delle Strada Patrona dei Netturbini, di Francesco Palumbo. Quest'ultimo dipinto, realizzato nel 2011 dal capo squadra della sede AMA con matita e pastello, rappresenta l'evoluzione della professione del netturbino dall'inizio del XX secolo.